# Vocodificador
|  | «Vocoder» redirigeix aquí. Si cerqueu el grup de música espanyol, vegeu «Vocoder (grup musical)». |

Un vocodificador o vocòder (anglès: vocoder, l'acrònim de voice coder, lit. ‘codificador de veu’) és un analitzador i sintetitzador de veu. Va ser desenvolupat en la dècada de 1930 com un codificador de veu per a telecomunicacions. El seu primer ús va ser la seguretat en radiocomunicacions, on la veu ha de ser digitalitzada, xifrada i transmesa per un canal d'amplada de banda estreta.

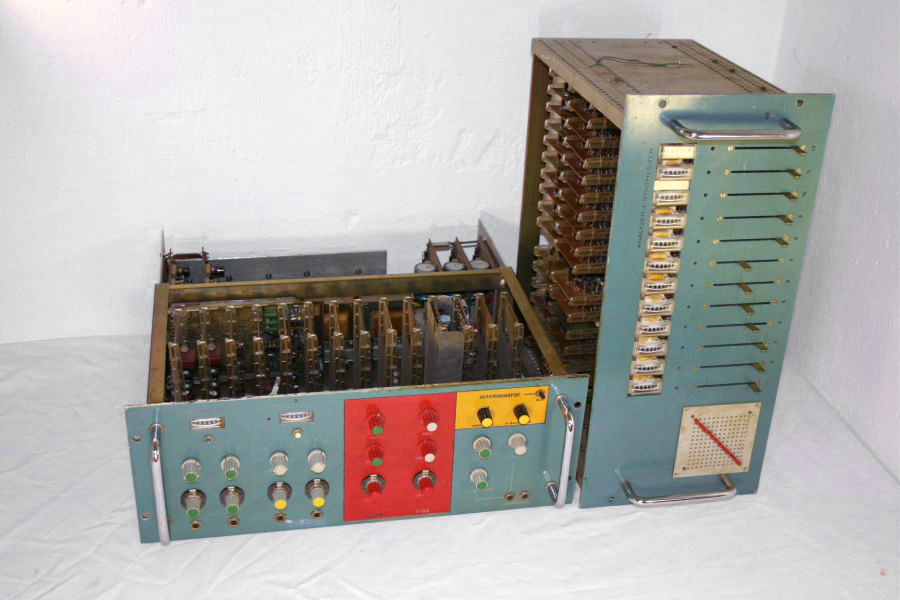
Vocoder fet per encàrrec per al grup Kraftwerk. Principis dels 70.

El vocoder s'ha utilitzat també com a instrument musical. Com a instrument, és utilitzat amb guitarres i sintetitzadors i produeix un so de «guitarra parlant» o «teclat parlant», segons l'instrument. Els vocoders són usats amb freqüència per crear el so d'un robot parlant, com en la cançó Mr. Roboto de Styx. També ha estat utilitzat amb freqüència en música electrònica i hip-hop, per exemple, Beastie Boys van rescatar aquest efecte a la fi dels noranta en el seu popular Intergalactic.
Anteriorment va ser molt emprat pel grup alemany Kraftwerk durant els anys 70's, pel que són considerats els pares de la música electrònica experimental i de totes les seves variants, sent algunes de les seves més conegudes interpretacions Die Roboter i Autobahn.
El vocoder està relacionat amb l'algorisme denominat phase vocoder, encara que essencialment és diferent d'aquest.

## Com funciona un vocoder

### Teoria del vocoder
La veu humana consisteix en sons generats per l'obertura i tancament de la glotis (cordes vocals), la qual cosa produeix una ona periòdica amb molts sons harmònics. Aquest so bàsic és llavors filtrat pel nas i la gola (un complicat sistema ressonant conegut com el tracte vocal) de forma controlada, creant l'àmplia varietat de timbres de la parla. Hi ha un altre conjunt de sons, coneguts com a sords, que no són generats per la vibració de les cordes vocals.
El vocoder examina la parla trobant la seva ona bàsica, que és la freqüència fonamental, i mesurant com canvien en el temps les característiques espectrals, és a dir els formants, que són bandes de freqüència on es concentra la major part de l'energia sonora d'un so, gravant la parla. Això dona com a resultat una sèrie de nombres representant aquestes freqüències modificades en un temps particular a mesura que l'usuari parla. En fer això, el vocoder redueix en gran manera la quantitat d'informació necessària per emmagatzemar la parla. Per recrear la parla, el vocoder simplement reverteix el procés, creant la freqüència fonamental en un oscil·lador electrònic i passant el seu resultat per una sèrie de filtres basat en la seqüència original de símbols.

### Primers vocoders
Molts vocoders utilitzen un gran nombre de canals, cadascun en una freqüència. Els diversos valors d'aquests filtres no són emmagatzemats com a nombres, que estan basats en la freqüència original, sinó per una sèrie de modificacions que el fonamental necessita per ser modificat en el senyal vist en el filtre. Durant la reproducció aquests nombres són enviats de tornada als filtres i llavors es modifiquen amb el coneixement que la parla varia típicament entre aquestes freqüències. El resultat és la parla intel·ligible, encara que quelcom mecànica. Els vocoders sovint inclouen també un sistema per generar sons sords, utilitzant un segon sistema consistent en un generador de soroll en lloc de la freqüència fonamental.
Un exemple d'un dels primers vocoders és el Sonovox que va ser utilitzat en una bona quantitat de cançons des de la dècada de 1940 fins a la dècada de 1960, i es va utilitzar per crear la veu de Casey Junior, el tren de Dumbo i el piano de El Piano Màgic de Sparky.

### Vocoders basats en predicció lineal
Des de finals de la dècada de 1970, molts vocoders no musicals s'han emprat usant predicció lineal, on l'envolupant espectral del senyal s'estima per un filtre digital IIR tot pols. En codificació lineal predictiva, el sistema tot-pols reemplaça el banc de filtres passo-banda del seu predecessor i s'utilitza en l'encoder per blanquejar el senyal (aplanar el seu espectre) i de nou en el decodificador per reasignar l'envolupant espectral del senyal de veu original. En contrast amb els vocoders realitzats utilitzant bancs de filtres, la localització dels becs espectrals està determinada totalment pel senyal objectiu i no necessita ser harmònica, és a dir, un múltiple de la freqüència fonamental.

### Implementacions modernes del vocoder
Fins i tot amb la necessitat de gravar moltes freqüències i els sons sords, la compressió del vocoder és impressionant. Els sistemes estàndard d'enregistrament de parla registren un rang de freqüències entre 500 Hz i 3.400 Hz (amplada de banda habitual en telefonia), requereixen 64 kbits/s d'ample de banda, segons el Teorema de mostreig de Nyquist-Shannon. No obstant això, un vocoder pot proporcionar una simulació raonablement bona amb menys de 2.400 bits/s d'ample de banda.
Molts vocoders s'usen en els sistemes de xifrat de l'NSA:
- LPC-10, FIPS Pub 137, 2400 bit/s, que utilitza codificació lineal predictiva.
- Code Excited Linear Prediction, (CELP), 2400 i 4800 bit/s, Federal Standard 1016, utilitzat en STU-III
- Continuously Variable Slope Delta-modulation (CVSD), 16 kbit/s, utilitzat en cifradores de banda ampla com el KY-57.
- Mixed Excitation Linear Prediction (MELP), MIL STD 3005, 2400 bit/s, utilitzat en la Future Narrowband Digital Terminal FNBDT,
- Adaptive Differential Premi Code Modulation (ADPCM), anterior ITU-T G.721, 32 Kbit/s usat en el telèfon segur STE.

ADPCM no és un vocoder pròpiament dit sinó un codificador general de formes d'ona. ITU ha reunit G.721 amb alguns altres codificadors ADPCM en la recomanació G.726.

## Aplicacions musicals
Per a les aplicacions musicals, una font de sons musicals s'usa com a portadora, en lloc d'extreure la freqüència fonamental. Per exemple, es pot usar el so d'una guitarra com l'entrada del banc de filtres, una tècnica popular en la dècada de 1970.
L'any 1970, els pioners de la música electrònica Wendy Carlos i Robert Moog van desenvolupar un dels primers vocoders veritablement musicals. Un dispositiu de deu bandes inspirat pels dissenys de vocoder d'Homer Dudley, que va rebre el nom de codificador-decodificador d'espectre, i més tard nominat simplement com vocoder. El senyal portadora és un sintetitzador modular de Moog, i es modulava a partir de l'entrada d'un micròfon. La sortida del vocoder de deu bandes era bastant intel·ligible, però necessitava d'un parla especialment articulada. Algunes millores posteriors utilitzen un filtre de freqüències de pas alt per permetre la producció d'un so sibilant; això no és convenient per a l'aplicació original de codificació del parla, però fa que el «sintetitzador parlant» sigui molt més intel·ligible.
El vocoder de Carlos i Moog va ser usat en molts enregistraments, inclosa la banda sonora de la pel·lícula La taronja mecànica, dirigida per Stanley Kubrick, on el vocoder «canta» la part vocal de la Novena Simfonia de Ludwig van Beethoven. També apareix en una cançó anomenada Timesteps.
A finals de la dècada de 1970, el vocoder va començar a utilitzar-se en la música pop, especialment en l'anomenada música disc. El grup Alan Parsons Project va utilitzar un vocoder en el seu primer àlbum Tales of Mistery and Imagination. El vocoder ha aparegut en enregistraments pop regularment des de llavors. Artistes electrònics experimentals (molts d'ells van formar part més tard del gènere New Age) també van utilitzar ocasionalment el vocoder. Altres artistes que han fet del vocoder una part essencial dels seus treballs són el grup alemany Kraftwerk, Herbie Hancock, Stevie Wonder en I just called to say I love you i Phil Collins, qui va utilitzar l'efecte per accentuar certes paraules per donar un efecte dramàtic en la seva cançó In the Air Tonight.
Recentment va ser utilitzat per la cantant nord-americana Britney Spears en la seva Cançó It Should Be Easy, pertanyent al seu vuitè àlbum d'estudi Britney Jean.
Tampoc hem d'oblidar la seva utilització per músics de jazz, molt especialment Joe Zawinul tant en Weather Report com amb Zawinul Syndicate.
Un altre ús singular dels vocoder va ser el que li va donar la banda de rock britànica Queen a la cançó Radio Ga Ga on era utilitzat, com *enfatizador en els cors i alguns arranjaments en els versos. Aquest fet era més notori en els concerts.
Daft Punk és un clar exemple, ja que la majoria de música que ells produeixen és amb Vocoder no amb Auto-Tune.
Aquest ús del vocoder no ha de ser confós amb l'efecte de guitarra inventat per Doug Forbes i popularitzat per Peter Frampton anomenat talkbox. En aquest efecte, el so amplificat és enviat per un tub a la boca del músic i llavors pren forma mitjançant els moviments dels seus llavis, llengua i boca abans de ser recollit per un micròfon. Stevie Wonder va usar el talkbox enginyosament, no amb l'amplificació de la guitarra elèctrica, si no que amb el sintetitzador, la qual cosa va anar encara més popularitzat per Roger Troutman de la banda de funk Zapp en temes com More Bounce To The Ounce. La cançó Livin' on a Prayer de Bon Jovi és un enregistrament més recent amb aquest efecte. En contrast, l'efecte del vocoder es produeix de forma completament electrònica. Tampoc està basat en aquesta tècnica l'efecte de l'Òrgan que parla desenvolupat en els anys 50 sobre els Òrgans Hammond.
La codificació per predicció lineal s'utilitza també com a efecte musical (generalment per a síntesi creuada de timbres musicals), però no és tan popular com els bancs de filtres del vocoder, i l'ús musical de la paraula vocoder es refereix exclusivament a aquest últim tipus de dispositiu.

## Televisió i cinema
Els vocoders s'han usat també en televisió i cinema, normalment en robots o ordinadors parlants:
- Els Transformers — són efectes vocals que van ser creats amb vocoders. A més es van utilitzar per a donar-li la veu de Soundwave en la caricatura
- Els Cylons de Battlestar Galactica usaven un vocoder de Roland per a crear la seva veu.
- Wendy Carlos va utilitzar un vocoder per a la banda sonora de La taronja mecànica, de Stanley Kubrick.[9]
- Es va utilitzar un vocoder en la banda sonora de la pel·lícula Donnie Darko per a crear tensió i misteri.
- Les veus dels dàleks a Doctor Who van ser creades usant un ring modulator, no un vocoder.
- El programa de televisió Muchachada nui utilitzava l'aparell de manera freqüent a partir del final de la 2a temporada i en els capítols emesos de la 3a i la 4a.